# Nissan Serena

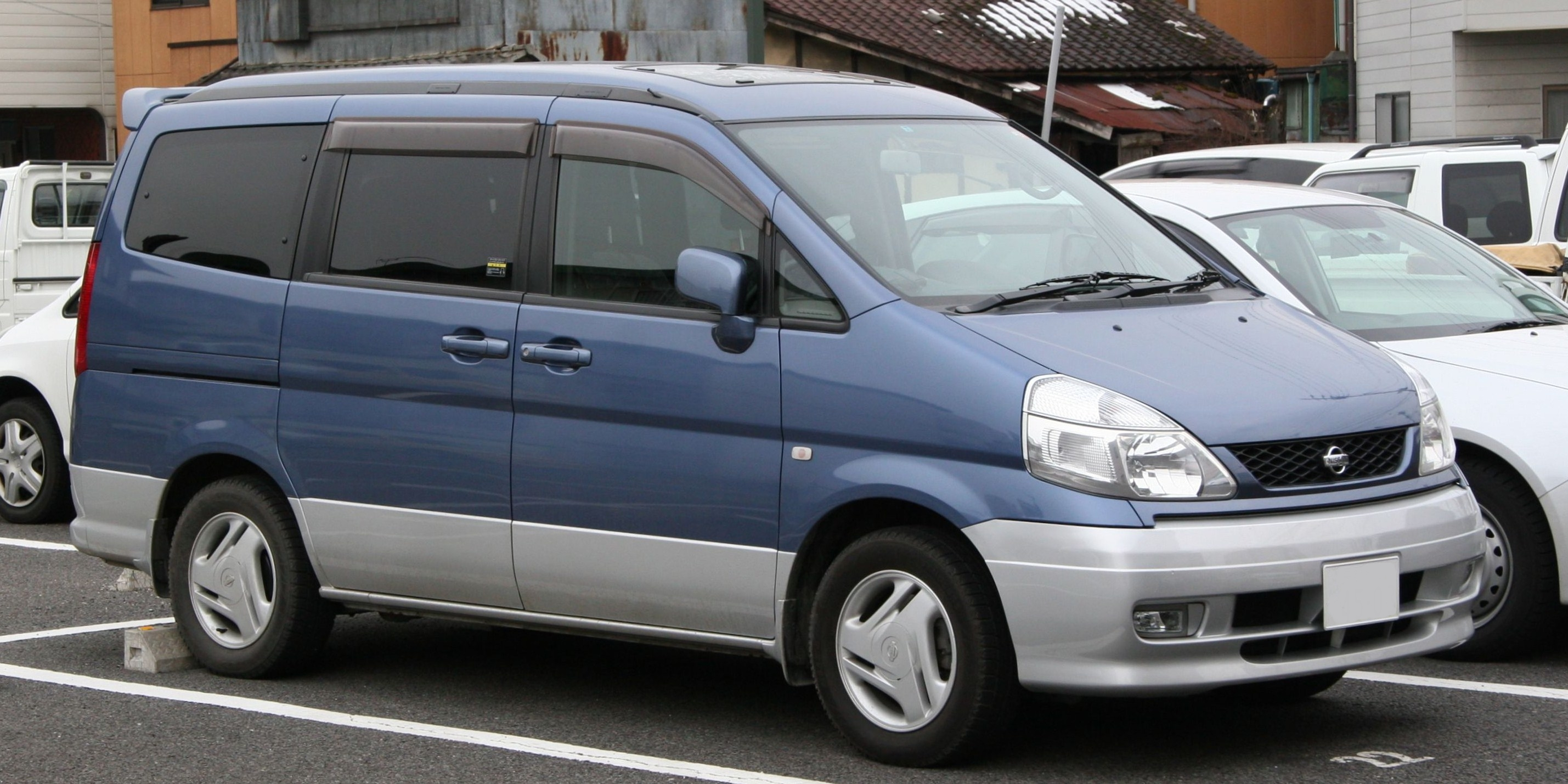
Nissan Serena drugiej generacji – wersja japońska

Nissan Serena – samochód osobowy typu MPV produkowany przez japońską firmę Nissan od 1991 roku. Dostępny jako 5-drzwiowy van. Do napędu używano benzynowych silników R4 o pojemnościach: 1,6, 2,0 oraz silników Diesla 2,0 oraz 2,3 litra. Moc przenoszona była w pierwszej wersji samochodu na oś tylną, w kolejnych zaś na oś przednią.
W Europie oferowana była wyłącznie pierwsza generacja modelu w latach 1991–2003. Jego miejsce w 2009 roku zajął Nissan NV200. Na rynku japońskim natomiast w 1999 roku pojawiła się druga generacja, w 2005 roku wprowadzono trzecią generację, natomiast od 2010 roku sprzedawana jest tam czwarta generacja Sereny. Wersja na rynek europejski produkowana była w Hiszpanii. Dostawcza odmiana Sereny występowała pod nazwą Nissan Vanette, a na rynku brytyjskim jako LDV Cub.

## Dane techniczne ('93 1.6)

### Silnik
- R4 1,6 l (1597 cm³), 4 zawory na cylinder, DOHC
- Układ zasilania: wtrysk EFi
- Średnica cylindra × skok tłoka: 76,00 mm × 88,00 mm
- Stopień sprężania: 9,5:1
- Moc maksymalna: 99 KM (73 kW) przy 5600 obr./min
- Maksymalny moment obrotowy: 131 N•m przy 3600 obr./min

### Osiągi
- Przyspieszenie 0-100 km/h: 18,0 s
- Prędkość maksymalna: 150 km/h

## Dane techniczne ('99 2.0)

### Silnik
- R4 2,0 l (1998 cm³), 4 zawory na cylinder, DOHC
- Układ zasilania: wtrysk EFi
- Średnica cylindra × skok tłoka: 86,00 mm × 86,00 mm
- Stopień sprężania: 9,5:1
- Moc maksymalna: 147 KM (108 kW) przy 6000 obr./min
- Maksymalny moment obrotowy: 186 N•m przy 4800 obr./min

### Osiągi
- Przyspieszenie 0-100 km/h: b/d
- Prędkość maksymalna: b/d